# Блек Сабат
„Блек Сабат“ (на английски: Black Sabbath) е английска рок група, създадена в Бирмингам през 1968 г. от китариста Тони Айоми, барабаниста Бил Уорд, басиста Гийзър Бътлър и певеца Ози Озбърн. Те често са цитирани като едни пионерите в хевиметъл музиката. Творчеството на „Блек Сабат“ включва студийни албуми като Black Sabbath (1970), Paranoid (1970) и Master of Reality (1971), които определят жанра. Групата има множество промени в състава след напускането на Ози Озбърн през 1979 г., като Тони Айоми е единственият постоянен член през цялата ѝ история.
В ранните си години, групата носи имената „Полка Тълк Блус Бенд“ и „Ърт“, преди да се спре на „Блек Сабат“ за постоянно през 1969 г. През ноември 1969 г. групата подписва договор с „Филипс Рекърдс“ и през януари 1970 г., издават първия си сингъл Evil Woman. Техният дебютен албум, Black Sabbath, е издаден следващия месец. Въпреки че получава отрицателни оценки от критиците, албумът постига търговски успех, което води до следващ запис, този на Paranoid, по-късно същата година. Популярността на групата расте и до Sabbath Bloody Sabbath от 1973 г. критиците започват да реагират по благосклонно.
Прекомерната злоупотреба с вещества на Ози Озбърн довежда до уволнението му през 1979 г. Той е заменен от бившия певец на „Рейнбоу“ Рони Джеймс Дио. След два албума с Рони Джеймс Дио, „Блек Сабат“ претърпяват много промени в състава си през 1980-те и 1990-те години, които включват певците Иън Гилън, Глен Хюз, Рей Гилън и Тони Мартин, както и няколко барабанисти и басисти. Тони Мартин, който заменя Рей Гилън през 1987 г., е втория певец с най-дълъг стаж в групата, той записва три албума с „Блек Сабат“ преди уволнението си през 1991 г. През същата година Гийзър Бътлър се присъединява отново към групата и заедно с Рони Джеймс Дио и барабаниста Вини Апис записват Dehumanizer (1992). След още два студийни албума с Тони Мартин, който заменя Рони Джеймс Дио през 1993 г., оригиналният състав на групата се събира отново през 1997 г. и издава през следващата година записания на живо албум Reunion; те продължават да правят турнета от време на време до 2005 г. С изключение на преиздаване на различни сборни албуми, съставът от ерата на Mob Rules, обединен отново като „Хевън енд Хел“, не се изявява под името „Блек Сабат“ в продължение на шест години. Групата се събира отново през 2011 г. и издават последния си студиен албум 13 (2013), който включва всички оригинални членове с изключение на Бил Уорд. По време на прощалното си турне, групата изнася последния си концерт в родния си град Бирмингам на 4 февруари 2017 г. Оттогава на периодични частични събирания, Ози Озбърн и Тони Айоми свирят заедно, като последно излизат на една сцена на церемонията по закриването на Игрите на Британската общност през 2022 г. в Бирмингам.
„Блек Сабат“ имат продадени над 70 милиона записа по целия свят към 2013 г., което ги прави една от най-успешните хевиметъл групи. „Блек Сабат“, заедно с „Дийп Пърпъл“ и „Лед Зепелин“, са определени като „нечестивата троица на британския хардрок и хевиметъл от началото до средата на 1970-те години“. Те са определени от „Ем Ти Ви“ като „Най-великата метъл група на всички времена“ и поставени на второ място в списъка на „Ви Ейч Уан“ „100-те най-велики артисти на хардрока“. Списание „Ролинг Стоун“ класира групата под номер 85 в своите „100-те най-велики изпълнители на всички времена“. „Блек Сабат“ са включени в Залата на славата на музиката в Обединеното кралство през 2005 г. и в Залата на славата на рокендрола през 2006 г. Те също така печелят две награди „Грами“ за най-добро метъл изпълнение, а през 2019 г. групата получава награда „Грами“ за цялостно творчество.

## История

### Началото (1969 – 1970)
Групата е създадена от четирима приятели, родени в квартала Астън на Бирмингам – Антъни „Тони“ Айоми (китари), Уилиам „Бил“ Уорд (барабани), Джон „Ози“ Озбърн (вокали) и Терънс „Гийзър“ Бътлър (бас китара). Първите двама се подвизават известно време в успешната по това време ъндърграунд група Mythology и след нейното разпадане решават да сформират своя собствена, като за целта канят свирещия в групата Rare Breed Гийзър Бътлър, където пее и Ози. Бътлър предлага приятеля си за вокалист на бъдещата група, което се приема единодушно. Първоначално момчетата кръщават групата „Polka Tulk Blues Band“ (или просто „Polka Tulk“), като определят стила си като „джаз-блус“.
Името хрумва на вокалиста Ози, който го вижда на опаковка от талкова пудра. Освен Ози, Айоми, Бътлър и Уорд по това време в групата свирят още саксофонистът Алан Кларк и втори китарист на име Джим Филипс. Не след дълго последните двама напускат поради несъвпадане на идеите и стиловите предпочитания. Малко след това името е сменено на Earth и групата започва да изнася концерти не само в Англия, но и в цяла Европа. Оказва се обаче, че е често бъркана с друга, носеща същото име, затова е взето решение да бъде прекръстена.
По това време басистът Бътлър, повлиян от новелите на писателя Денис Уийтли, които са с главно окултна и магьосническа тематика, написва песента „Блек Сабат“ („Черна събота“), чието заглавие е единодушно избрано за ново име на групата. Тази песен води до поредица други парчета с мрачна и окултна тематика, до идеята за която се стига малко случайно, след като, гледайки италианския филм на ужасите „Black Sabbath“ (оригинално озаглавен „I Tre volti della paura“) Бътлър се обръща към останалите членове на бандата с думите: „Щом хората си плащат да гледат страшни филми, защо да не си плащат да слушат и страшна музика“.

### Периодът с Ози (1970 – 1979)
През 1970 г. Блек Сабат издава първия си сингъл „Evil Woman (Don't Play Your Games With Me)“, който представлява кавър версия на станалата хит по това време песен на американската група Crow. Месец по-късно е издаден и дебютният едноименен албум на групата – „Black Sabbath“, който достига до Топ 10 в музикалните класации на Острова. Композициите са силно повлияни от блуса, като вокалистът Ози Озбърн свири на хармоника в "The Wizard". Заглавната песен е смятана от мнозина за първата хевиметъл композиция.
В края на същата година на пазара се появява и вторият студиен албум – „Paranoid“, който жъне успех в Европа и Америка, достигайки до номер 1 в британските класации. Песента "Paranoid", която е написана за съвсем кратко време (за което свидетелства изкючително простата ѝ структура) и е замислена просто като „пълнеж“ на албума, се превръща в тотален хит и един от символите на Сабат. Песента често е давана като пример за зараждането на хевиметъла като стил. През 2024 г. "Paranoid" достига до 1 милиард слушания в платформата Spotify. Други големи хитове от същия албум са "Iron Man" и "War Pigs".
Мнозинството от песни в двата албума са с окултна тематика и тежък саунд. Текстовете са написани главно от басиста Бътлър. Плахи заигравки с подобни теми се забелязват още при Led Zeppelin, Rolling Stones и The Doors, но никоя група дотогава не засяга окултизма и тъмните сили толкова директно и открито, колкото Блек Сабат. В албумите все пак присъстват и някои композиции с типичен рок-характер и мелодика.
През 1971 г. Блек Сабат издава третия си албум, озаглавен „Master of Reality“. Музиката в него е значително по-сложна от тази в предшествениците му, обогатена с множество акустични моменти, включително соло на флейта, изпълнено от китариста Айоми. Тонът на китарата е смъкнат с три полутона, а основните теми са войната, екологичните проблеми ("Into the Void"), самотата ("Solitude") и наркотиците. Тони Айоми за първи път включва изцяло собствени композиции – After Forever, Embryo и Orchid.
В следващия си албум, „Black Sabbath, Vol. 4“(1972), групата отчасти изоставя окултния си имидж, заменяйки го с хардрок и прогресив влияния. Към саунда са добавени клавири, а вокалите все повече изпъкват. Първоначално албумът е планиран със заглавието "Snowblind", но звукозаписната компания отказва заради препратките към кокаина. В албума отсъстват характерните окултни теми, някои от песните като "Changes" и "St. Vitus Dance" не са възприети еднозначно от публиката.
През 1973 г. излиза „Sabbath Bloody Sabbath“, петият албум на групата, който затвърждава новата стилова ориентация към по-мелодичен, прогресив хардрок, но някои песни, особено едноименната, все още съдържат много музикални елементи, напомнящи за първите две студийни творби. В албума взима участие кийбордистът на лондонската прогресив рок група Yes Рик Уейкман. Заглавната песен описва трудния път на групата, добрите и лошите времена. "Nation Acrobat" продължава темата за смисъла на живота с религиозен подтекст.
Мениджърски и вътрешни проблеми отлагат издаването на планувания за 1974 г. шести албум, но той все пак бива издаден година по-късно под името „Sabotage“. Албумът е вдъхновен от разочарованието на музикантите от продуценти и мениджъри. Списание "Rolling Stone" посреща албума възторжето, определяйки го като най-добрия на Сабат до този момент. Тежкият звук е комбиниран с експерименти като в 9-минутната "Megalomania" или инструменталът "Supertzar", в който пее хор. "Symptom of the universe" е смятана за една от първите траш метъл песни.
Последвалият през 1976 г. „Technical Ecstasy“ става причина за разпра в групата относно стиловата насока, като китаристът Тони Айоми настоява за обогатяване на звука с различни непривични за рока инструменти, за разлика от вокалиста Ози Озбърн, апелиращ към придържане към досегашната формула. Албумът не повтаря успеха на предшествениците си, въпреки добрите си продажби и проведеното мащабно турне в Европа и САЩ. След издаването му Озбърн напуска групата в края на 1977 г. Закратко вокал е Дейв Уолкър, като групата има само едно участие на живо с него. Скоро обаче Ози се завръща и Блек Сабат записва "Never Say Die". Албумът е определен като „прекалено разнопосочен“ и покрива изискванията за златен сертификат чак 20 години след издаването си. Групата провежда турне с Ван Хален в подкрепа на албума.
В периода 1978 – 1979 г. членовете на групата преживяват проблеми поради злоупотребата с алкохол и наркотици и макар че музикантите решават да запишат няколко нови идеи, Озбърн не показва интерес да ги запише. На 29 април 1979 г. Айоми решава да уволни вокалиста.

### Периодът с Рони Джеймс Дио (1980 – 1982)
През 1979 г. вокалист на Блек Сабат става бившият фронтмен на Rainbow Рони Джеймс Дио. Съставът е временно напуснат от басиста Бътлър, а като сесионен музикант се присъединява Джеф Никълс (бас, ритъм китара, клавишни). Бътлър се завръща в състава преди в края на сесиите по записване на деветия студиен албум „Heaven and Hell“. Албумът е определен като символ на възраждането на Сабат, а Дио участва активно в композирането и написването на текстовете. Албумът е добре възприет във Великобритания и САЩ, а на фестивала Memorial Coliseum групата свири пред 75 000 зрители. Издаден е и концертният албум "Live at Last".
В края на турнето групата е напусната от Бил Уорд поради лични причини и на негово място идва Вини Епис. В този състав Блек Сабат записва следващия албум, „Mob Rules“. Заглавната песен е използвана в анимационния филм "Heavy Metal", успех има също и другият сингъл "Turn up the night". Албумът има положителни отзиви от феновете, но не толкова добри от страна на критиката. Групата започва работа и върху втори концертен албум със заглавието – "Live Evil". Музикантите обаче се разделят на два лагера относно миксирането на записа, поради което Дио и Епис напускат. Вокалът започва солова кариера с проекта си „Dio“.

### Години на промяна(1983 – 1987)
През 1983 г. зад микфорона застава Иън Гилън, а на барабаните се завръща Уорд. С новите попълнения групата записва албума „Born Again“, след което Уорд повторно се разделя с Блек Сабат и бива заменен с барабаниста на Electric Light Orchestra Бев Бивън. Албумът достига до номер 4 в британските класации, но е подложен на рязка критика. Само след година този състав на Блек Сабат се разпада, тъй като Гилън се завръща в събралите се отново Дийп Пърпъл. Бивън, който не е хевиметъл барабанист, също напуска, а след края на турнето и Гийзър Бътлър решава да посвети повече време на семейството си. Впоследствие басистът. ще основе своя група на име „Geezer Butler Band“, която обаче така и не записва албум.
Празнотата запълва Дейвъд Донато през 1984 г., който бива печално бързо отстранен, след като дава интервю в британско списание, посрещнато с огромно негодувание от останалите членове. Към групата за пореден път се присъединява и барабанистът Уорд, но той остава закратко и напуска окончателно по време на репетициите с Донато. Формацията пробва още няколко вокалисти като Рон Кийл и Джеф Фенхолт. Непрестанните промени в състава на Блек Сабат изнервят атмосферата в групата и довеждат до множесто конфликти. Паралелно с това успешната солова кариера на бившия вокалист Ози Озбърн кара все повече музикални критици да поставят групата в негова сянка. На 13 юли 1985 г. оригиналният състав на групата се събира еднократно за участие на Live Aid, като изпълнява 3 песни.
На фона на непостоянството в групата китаристът Тони Айоми решава да запише соло албум, в който се включват кийбордистът Джеф Никълс (обявен междувременно за официален член на Блек Сабат), Глен Хюз за вокалист, басистът Дейв Шпиц и барабанистът Ерик Сингър. Следващият албум „Seventh Star“ e издаден 1986 г., като на обложката фигурира пояснението „Black Sabbath featuring Tony Iommi“. Албумът е замислен като солов проект на Айоми, но звукозаписната компания принуждава китариста да използва името на групата. Стилът в него се различава от останалите творби на Сабат, както музикално, така и най-вече текстово.
По време на промоционалното турне на албума вокалистът Глен Хюз получава нараняване на гласните струни след юмручен бой, вследствие на което загубва гласа си и бива заменен от никому неизвестния американски певец Рей Гилън. Честите промени в състава продължават, а албумът "The Eternal Idol" (1987), записан първоначално от Гилън, в последния момент е презаписан с нов вокалист – Тони Мартин. На баса е Джо Бърд, а на барабаните – Тери Чаймс.

### Периодът с Тони Мартин (1987 – 1991)
След издаването на първия си албум с Мартин Блек Сабат сменят звукозаписната си компания и подписват с I.R.S. Records. През 1988 г. в постоянния състав се вливат екс-барабанистът на Rainbow, Whitesnake и Emerson, Lake and Powell – Кози Пауъл и басистът Лорънс Котъл. Бившият член и основател на групата Гийзър Бътлър проучва възможността да се завърне, но впоследствие избира да свири за Ози Озбърн. Така през 1989 г. се появява албумът „Headless Cross“, чиято заглавна песен се сдобива с видеоклип и висок процент на излъчване по MTV. Това е единственият албум на Сабат с вокал Тони Мартин, който стига златния статут по продажби. С тази програма групата гастролира в СССР в края на 1989 г.
През 1990 г. излиза албумът „Tyr“, вдъхновен от скандинавската митология. Мартин е автор на всички текстове, усилена е ролята и на клавишните инструменти. На баскитарата вместо Котъл към групата се присъединява Нийл Мъри.

### Втори период с Дио и "Dehumanizer" (1991 – 1992)
На 28 август 1990 г. Гийзър Бътлър е специален гост на концерт на Рони Джеймс Дио, като впоследствие е обсъден вариантът за завръщането им е Блек Сабат. Двамата музиканти се завръщат, а скоро зад барабаните отново застава Вини Епис. Кози Пауъл отстъпва своето място поради контузия вследствие падане от кон. Друга версия за напускането му е влошените му отношения с Дио. Така тази формация записва албума „Dehumanizer“. Песента "Time Machine" влиза в саундтрака на филма „Светът на Уейн“, а сингълът "TV Crimes" връща групата в музикалните класации в САЩ.
Последвалото турне съвпада с това на соловия проект на Ози Озбърн. Озбърн предлага на Блек Сабат ролята на откриваща група. Всички са съгласни, с изключение на Дио, който твърди, че група като Сабат не бива да бъде откриваща на никого. Останалите членове все пак обявяват, че ще свирят на концертите на Ози, надявайки се Дио да промени решението си. Вокалистът започва турнето с групата, но впоследствие се отказва и се връща към соловия си проект. По спешност е извикан вокалът на Judas Priest Роб Халфорд, който довършва турнето. Ози обявява желанието си да се завърне в групата, като дори подписва договор и работата по нов албум е започната. В последния момент обаче Озбърн се отказва от тази идея.

### Втори период с Тони Мартин (1994 – 1995)
След като идеята за възсъединяване с Озбърн пропада, в групата отново идва Тони Мартин, а на барабаните застава пореден бивш член на Rainbow Боби Рондинели. През 1994 г. е записан албумът „Cross Purposes“. Записи от концертното турне са издадени в лайв албум, а подгряващи групи са Моторхед и Morbid Angel. Промените в състава на групата така и не престават, след като новодошлият барабанист Рондинели е заменен от за кой ли път завръщащият се Бил Уорд, за да си тръгне отново същата година заедно с Бътлър. Кози Пауъл се завръща през 1995 г., но скоро е заменен от Рондинели.
През 1995 г. е и предпоследният студиен албум на Сабат, озаглавен „Forbidden“. Участие като гост-музикант в песента "Illusion of Power" взима фронтменът на Bodycount Айс Ти. "Forbidden" е смятан за най-слабия албум на Сабат, тъй като е записан по-скоро за да се прекрати договорът с I.R.S. Records, а основните критики са насочени към липсата на нови идеи и слабата звукова продукция.

### Последни години (1997 – 2017)
През 1997 г. групата се събира в оригиналния си състав – Айоми, Озбърн, Бътлър и Уорд за пръв път от 18 години, за да издаде концертен албум, в който присъстват и няколко новозаписани песни.
Групата се съсредоточава обаче предимно към концертни изяви, като така и не записва нов албум, идея за какъвто се появява през 2001 г., когато членовете обявяват официално, че започват записи на нов материал, но по различни причини така и не удържат на обещанието си.
След години на затишие и участия в различни проекти през 2006 г. членовете на Black Sabbath Вини Апис, Рони Джеймс Дио, Тони Айоми и Гийзър Бътлър решават да се съберат отново заедно под името на първия си албум – Heaven and Hell (1980 г.). Името е избрано с цел да се прави разлика между Black Sabbath с Ози Озбърн и формацията на групата през 80-те и 90-те с Дио. Освен това групата се събира с намерението да свири само материал от 3-те албума с Рони Джеймс Дио.
След невероятния си успех по целия свят първоначалният замисъл за едногодишно турне прераства в дългосрочна ангажираност. Heaven and Hell (Black Sabbath) записват 3 нови песни и издават концертно DVD през 2007 г. Следващата година е отново година на турне (заедно с Джудас Прийст и Моторхед) и подготовка и записи за изцяло нов албум, който излиза през 2009 г. Heaven and Hell прекратява съществуването си поради смъртта на Дио през 2010 г.
На 11 ноември 2011 г. те отново се събират и през 2013 г. издават дългоочаквания си албум „13“, записан 35 години след последния издаден албум на групата с оригиналния ѝ вокалист Ози Озбърн. През 2014 г. групата печели „Грами“ за най-добро метъл изпълнение.
На 3 септември 2015 г. е обявено прощално турне, което ще сложи край на групата – „The End“. То се провежда през 2016 – 2017 г. Веднага са потвърдени дати в САЩ, Канада, Европа, Австралия и Нова Зеландия. Последните концерти в историята на Black Sabbath се провеждат в родния град на групата Бирмингам на 2 и 4 февруари 2017 г.

### Прощален концерт (2025)
На 5 юли Блек Сабат изнася прощалния си концерт "Back to the Beginning", като се събира в оригиналния си състав. Сред гост-изпълнителите са групи като Металика, Слейър, Guns N Roses, Пантера, Тул, Алис ин Чейнс и др. Сабат изпълняват 4 песни – War Pigs, N.I.B., Iron Man и Paranoid.

## Състав
| Последни членове - Тони Айоми – китара (1968 – 2006; 2011 – 2017, 2025) - Гийзър Бътлър – бас (1968 – 1979; 1980 – 1985; 1987; 1990 – 1994; 1997 – 2006; 2011 – 2017, 2025) - Ози Озбърн – вокали (1968 – 1977; 1978 – 1979; 1985; 1997 – 2006; 2011 – 2017, 2025) - Бил Уорд – барабани (1967 – 1980; 1983; 1984; 1994; 1997 – 1998, 2025) |  | Предишни членове - Рони Джеймс Дио – вокали (1979 – 1982; 1991 – 1992) - Иън Гилън – вокали (1983 – 1984) - Глен Хюз – вокали (1985 – 1986) - Тони Мартин – вокали (1987 – 1991; 1994 – 1996) - Рей Гилън – вокали (1986 – 1987) - Дейв Донато – вокали (1984) - Дейв Шпиц – бас (1985 – 1986) - Боб Дейзли – бас (1987) - Джо Бърт – бас (1987) - Лорънс Котъл – бас (1989) - Найл Мъри – бас (1989 – 1991; 1995 – 1996) - Вини Апис – барабани (1980 – 1982; 1991 – 1992; 1998) - Бев Бивън – барабани (1983 – 1984; 1987) - Ерик Сингър – барабани (1985 – 1987) - Тери Химес – барабани (1987) - Кози Пауъл – барабани (1988 – 1991; 1995) - Боби Рондинели – барабани (1994; 1995 – 1996) - Джеф Никълс – клавири (1986 – 1991; 1994 – 1996) /сесионен музикант от 1979 до 1986 г. и от 1997 до 2004 г./ |

## Името
В буквален превод „Black Sabbath“ означава „черна събота“. Думата „Sabbath“ (сабат, шабат) е от еврейски произход, като обозначава деня, почитан като почивен в еврейската вяра (еквивалент на нашата неделя).

## Дискография
Виж пълната Дискография на Black Sabbath

### Студийни албуми
| Издаден                | Заглавие               | Лейбъл         | Позиция в класациите | Сертификат                     | Вокал           |
| 1970                   | Black Sabbath          | Warner Bros.   | #8 UK #23 US         | Платинен US, Платинен UK       | Ози Озбърн      |
| 1970 (UK), 1971 (U.S.) | Paranoid               | Warner Bros.   | #1 UK #12 US         | 4x Платинен US, 6x Платинен UK | Ози Озбърн      |
| 1971                   | Master of Reality      | Warner Bros.   | #5 UK #8 US          | 2хПлатинен US, 3хПлатинен UK   | Ози Озбърн      |
| 1972                   | Black Sabbath, Vol. 4  | Warner Bros.   | #8 UK #13 US         | Платинен US, 2хПлатинен UK     | Ози Озбърн      |
| 1973                   | Sabbath Bloody Sabbath | Warner Bros.   | #4 UK #11 US         | Платинен US, 3хПлатинен UK     | Ози Озбърн      |
| 1975                   | Sabotage               | Warner Bros.   | #7 UK #28 US         | Златен US, Платинен UK         | Ози Озбърн      |
| 1976                   | Technical Ecstasy      | Warner Bros.   | #13 UK #51 US        | Златен US, Платинен UK         | Ози Озбърн      |
| 1978                   | Never Say Die!         | Warner Bros.   | #12 UK #69 US        | Златен US, Платинен UK         | Ози Озбърн      |
| 1980                   | Heaven and Hell        | Warner Bros.   | #9 UK #28 US         | Платинен US, 2хПлатинен UK     | Рони Джеймс Дио |
| 1981                   | Mob Rules              | Warner Bros.   | #12 UK #29 US        | Златен US, Платинен UK         | Рони Джеймс Дио |
| 1983                   | Born Again             | Warner Bros.   | #4 UK #39 US         | Платинен UK                    | Иън Гилън       |
| 1986                   | Seventh Star           | Warner Bros.   | #27 UK #78 US        |                                | Глен Хюз        |
| 1987                   | The Eternal Idol       | Warner Bros.   | #66 UK #168 US       |                                | Тони Мартин     |
| 1989                   | Headless Cross         | I.R.S. Records | #10 UK #115 US       | Златен UK                      | Тони Мартин     |
| 1990                   | Tyr                    | I.R.S.         | #24 UK #117 US       |                                | Тони Мартин     |
| 1992                   | Dehumanizer            | Warner Bros.   | #28 UK #44 US        | Платинен UK                    | Рони Джеймс Дио |
| 1994                   | Cross Purposes         | I.R.S.         | #41 UK #122 US       |                                | Тони Мартин     |
| 1995                   | Forbidden              | I.R.S.         | #71 UK #199 US       |                                | Тони Мартин     |
| 2013                   | 13                     | Universal      |                      |                                | Ози Озбърн      |

## Блек Сабат в България
На 23 юни 2005 г. Блек Сабат в пълния си класически състав изнасят единствения си концерт в България. Събитието се провежда на стадион Локомотив, София в рамките на фестивала „Арена Музика 2005“. Преди легендарната четворка на сцената излиза китаристът Зак Уайлд с групата си Блек Лейбъл Сосайъти. В по-ранните часове публиката е подгрявана и от българската група Ахат.
- 2005 София – Стадион „Локомотив“
  - Състав:
    - Ози Озбърн – вокал
    - Тони Айоми – китара
    - Гийзър Бътлър – бас
    - Бил Уорд – барабани